# بیلی ری (فیلم‌نامه‌نویس)
بیلی رِی (انگلیسی: Billy Ray) کارگردان، و فیلم‌نامه‌نویس اهل ایالات متحده آمریکا است.

## فیلم شناسی

### نویسنده
- نقشه پرواز (۲۰۰۵)
- وضعیت فعلی (فیلم) (۲۰۰۹)
- بازی‌های گرسنگی (فیلم) (۲۰۱۲)
- کاپیتان فیلیپس (فیلم) (۲۰۱۳)
- ارباب (فیلم) (۲۰۱۸)
- مرد ماه جوزا (فیلم) (۲۰۱۹)
- نابودگر: سرنوشت تاریک (۲۰۱۹)

```
 ((ریچارد جول))‌‌  (۲۰۱۹)
```